# Веселе (Казахстан)
Весе́ле (каз. Веселое) — село у складі Глибоківського району Східноказахстанської області Казахстану. Входить до складу Тарханського сільського округу.
Населення — 43 особи (2021; 56 у 2009, 105 у 1999, 82 у 1989).
Національний склад станом на 1989 рік:
- росіяни — 73 %
- казахи — 20 %